# 음악심리학
음악심리학(Music psychology)은 심리학과 음악학에서 갈라져 나온 학문이다. 음악 심리학은 어떻게 음악을 인지하고, 창조하고, 반응하고, 또 우리 일상생활에 어떻게 스며들어 있는지에 대한 과정 등을 음악적 행동과 경험을 설명하고 이해시키는데 중점을 두고 있다. 음악이 인식되고, 창조되고, 반응하고, 일상생활에 통합되는 과정을 포함하여 음악적 행동과 경험을 설명하고 이해하는 것을 목표로 한다. 현대 음악 심리학은 주로 경험적이다. 그 지식은 인간 참가자에 대한 체계적인 관찰과 상호 작용을 통해 수집된 데이터의 해석을 기반으로 발전하는 경향이 있다. 음악심리학은 음악 연주, 작곡, 교육, 비평, 치료뿐 아니라 인간의 태도, 기술, 연주, 지능, 창의성, 사회적 행동에 대한 조사 등 다양한 분야에 실용적인 관련성을 지닌 연구 분야이다.
음악심리학은 음악학 및 음악 실습의 비심리학적 측면을 밝힐 수 있다. 예를 들어, 멜로디, 화성, 조성, 리듬, 박자 및 형식과 같은 음악 구조의 인식 및 컴퓨터 모델링에 대한 조사를 통해 음악 이론에 기여한다. 음악사 연구는 음악 구문사에 대한 체계적인 연구 또는 음악에 대한 지각적, 정서적, 사회적 반응과 관련된 작곡가 및 작곡의 심리학적 분석으로부터 도움을 받을 수 있다.

## 같이 보기
- 심리학
- 청각 마스킹
- 음향심리학
- 음악 치료